# ネナド・ブルノヴィッチ
ネナド・ブルノヴィッチ（Ненад Брновић/Nenad Brnović、1980年1月18日 - ）は、ユーゴスラビア（現モンテネグロ）出身の元サッカー選手。現役時代のポジションはミッドフィールダー（CM、OH）。
元ユーゴスラビア代表フォワードのボヤン・ブルノヴィッチは兄、元モンテネグロ代表ディフェンダーのヴラド・イェキッチは義理の兄弟。兄ボヤンとは2000年から2003年までゼタで、2004-05シーズンをパルチザンで共にプレーしていた。

## 経歴

### クラブ
彼はキャリアの大半をFKゼタ・ゴルボヴツィと、その後2004年に移籍したパルチザン・ベオグラードで過ごしている。ゼタの公式サイトでは近年顕著な活躍をした功労者の一番手として、兄ボヤンとともに紹介されている。
パルチザン移籍後の2006年3月21日、古巣ゼタ戦に先発出場したブルノヴィッチは、開始8分にヨヴァン・マルコスキのタックルを受け負傷し、そのままベオグラードの救急病院に搬送された。怪我は脛骨と腓骨の開放性骨折という重傷で、回復には2年半という長い時間を要した。最初の手術はベオグラードの軍病院にて行われ、6-8か月後にはピッチに戻る予測だった。しかし回復は遅れ、2007年1月に再度の整形外科手術に至った。この怪我は26歳にして「唯一の願いは再び歩けるようになること」というほど深刻なものであった。
パルチザンとの契約は彼のリハビリ中に切れていたため、2008年9月4日に新たに2009年夏までの契約を結んだ。3日後の9月7日、故障後初のプレーとなるPAOKテッサロニキとの親善試合に15分間出場して復帰を果たした。FKスラビアとの親善試合に出場した後の2008年12月、パルチザンはプレーする上での準備は整ったと判断し、6か月間のレンタル移籍で放出されることになった。2009年1月、FKラド・ベオグラードへのレンタル移籍が発表された。
レンタル期間終了後の2009年夏、パルチザンは契約を延長せず母国モンテネグロのFKブドゥチノスト・ポドゴリツァに移籍した。11月4日、モンテネグロカップ2回戦FKロヴェチェン戦の前半40分に得点をあげ、故障からの復帰後初ゴールとなった。

### 代表
2002年に同郷モンテネグロ出身のデヤン・サビチェビッチ率いるユーゴスラビア/セルビア・モンテネグロ代表に招集された。2002年のリトアニア代表戦でデビューし、その後ワールドカップ予選を含む17試合に出場した。怪我により最盛期を棒に振り、2006年のモンテネグロ独立後は代表に招集されていないが、「1試合、1分でいいからモンテネグロ代表のジャージを着てプレーしたい」と代表への思いを語っている。

## 個人成績
2010年11月3日現在
| クラブ成績                            | クラブ成績                            | クラブ成績                            | リーグ | リーグ | カップ     | カップ     | 国際大会   | 国際大会   | 通算 | 通算 |
| シーズン                              | クラブ                                | リーグ                                | 出場   | 得点   | 出場       | 得点       | 出場       | 得点       | 出場 | 得点 |
| ユーゴスラビア/セルビア・モンテネグロ | ユーゴスラビア/セルビア・モンテネグロ | ユーゴスラビア/セルビア・モンテネグロ | リーグ | リーグ | カップ     | カップ     | ヨーロッパ | ヨーロッパ | 通算 | 通算 |
| ------------------------------------- | ------------------------------------- | ------------------------------------- | ------ | ------ | ---------- | ---------- | ---------- | ---------- | ---- | ---- |
| 1996-97                               | ザビェロ                              | 4部                                   | 10     | 0      |            |            | -          | -          | 10   | 0    |
| 1997-98                               | ザビェロ                              | 4部                                   | 18     | 0      |            |            | -          | -          | 18   | 0    |
| 1997-98                               | ムラドスト・アパティン                | 2部                                   | 6      | 0      |            |            | -          | -          | 6    | 0    |
| 1998-99                               | ムラドスト・アパティン                | 2部                                   | 7      | 0      |            |            | -          | -          | 7    | 0    |
| 1998-99                               | ハイドゥク・クラ                      | 1部                                   | 2      | 0      |            |            | -          | -          | 2    | 0    |
| 1999-00                               | ゼタ                                  | 2部                                   | 31     | 4      |            |            | -          | -          | 31   | 4    |
| 2000-01                               | ゼタ                                  | 1部                                   | 30     | 2      |            |            | -          | -          | 30   | 2    |
| 2001-02                               | ゼタ                                  | 1部                                   | 29     | 3      |            |            | -          | -          | 29   | 3    |
| 2002-03                               | ゼタ                                  | 1部                                   | 27     | 4      |            |            | -          | -          | 27   | 4    |
| 2003-04                               | ゼタ                                  | 1部                                   | 26     | 3      |            |            | -          | -          | 26   | 3    |
| 2004-05                               | パルチザン                            | 1部                                   | 26     | 6      | 5          | 1          | 9          | 1          | 40   | 8    |
| 2005-06                               | パルチザン                            | 1部                                   | 21     | 0      | 0          | 0          | 6          | 0          | 27   | 0    |
| セルビア                              | セルビア                              | セルビア                              | リーグ | リーグ | セルビア杯 | セルビア杯 | ヨーロッパ | ヨーロッパ | 通算 | 通算 |
| 2006-07                               | パルチザン                            | 1部                                   | 0      | 0      | 0          | 0          | 0          | 0          | 0    | 0    |
| 2007-08                               | パルチザン                            | 1部                                   | 0      | 0      | 0          | 0          | 0          | 0          | 0    | 0    |
| 2008-09                               | パルチザン                            | 1部                                   | 0      | 0      | 0          | 0          | 0          | 0          | 0    | 0    |
| 2008-09                               | ラド                                  | 1部                                   | 13     | 0      | -          | -          | -          | -          | 13   | 0    |
| モンテネグロ                          | モンテネグロ                          | モンテネグロ                          | リーグ | リーグ | カップ     | カップ     | ヨーロッパ | ヨーロッパ | 通算 | 通算 |
| 2009-10                               | ブドゥチノスト                        | 1部                                   | 28     | 0      | 7          | 1          | 2          | 0          | 37   | 1    |
| 2010-11                               | ブドゥチノスト                        | 1部                                   |        |        | 1          | 0          | 4          | 1          |      |      |
| 通算                                  | ユーゴスラビア/セルビア・モンテネグロ | ユーゴスラビア/セルビア・モンテネグロ | 233    | 22     | 5          | 1          | 15         | 1          | 253  | 24   |
| 通算                                  | セルビア                              | セルビア                              | 13     | 0      | 0          | 0          | 0          | 0          | 13   | 0    |
| 通算                                  | モンテネグロ                          | モンテネグロ                          | 28     | 0      | 8          | 1          | 6          | 1          | 42   | 2    |
| 総通算                                | 総通算                                | 総通算                                | 274    | 22     | 13         | 2          | 21         | 2          | 308  | 26   |